# 玄奘寺

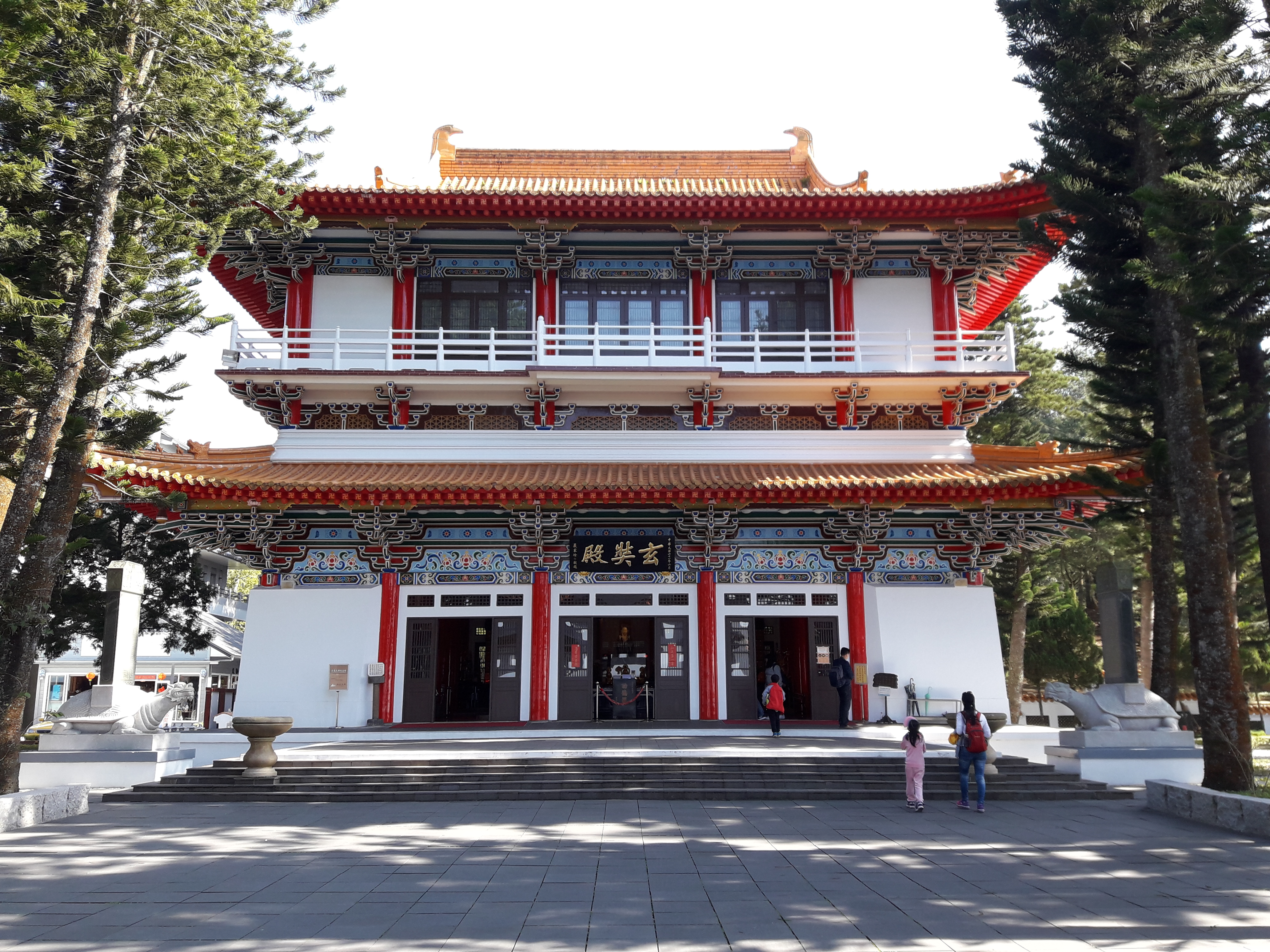
玄奘寺（日月潭）

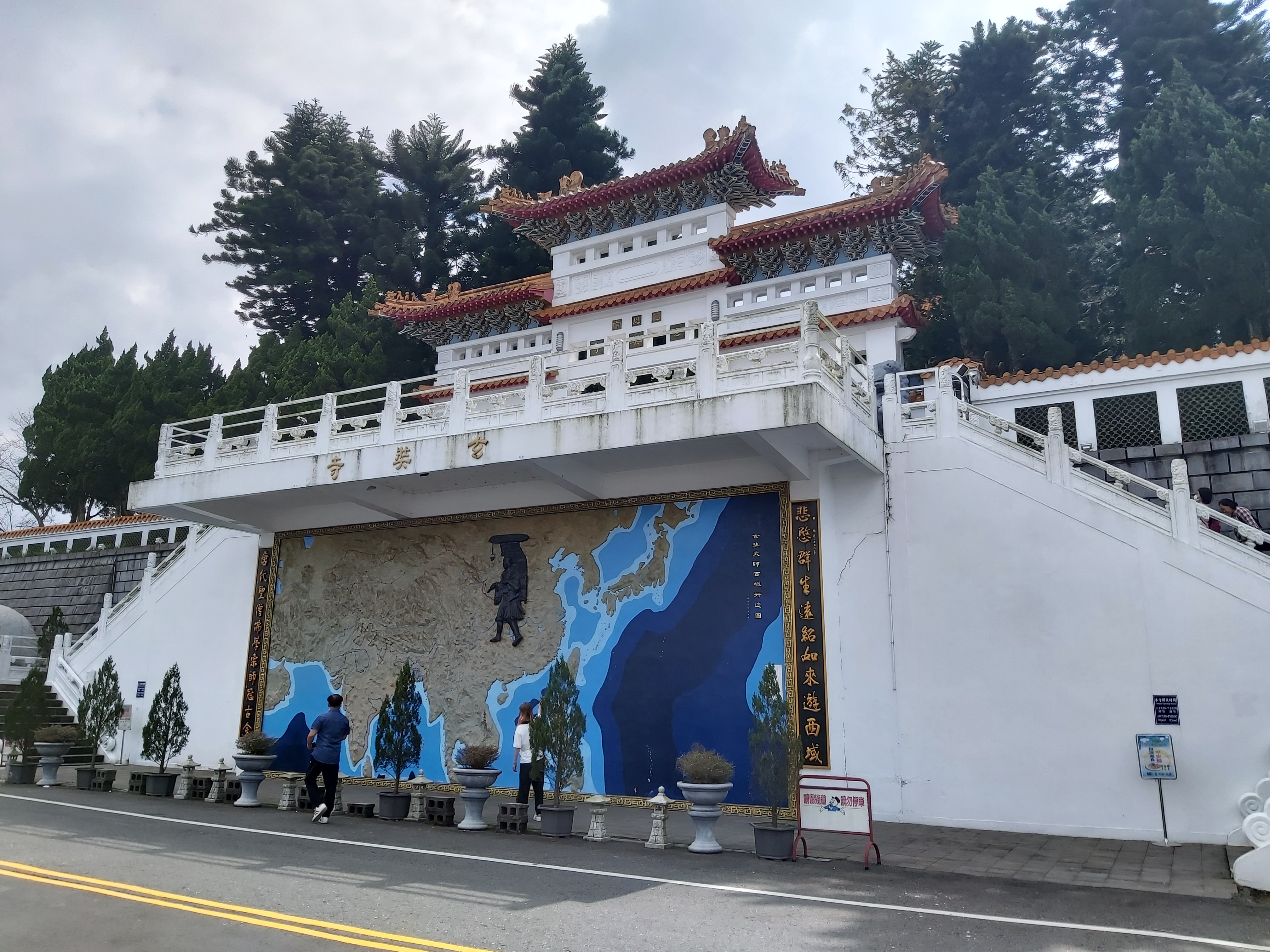
玄奘寺への入り口

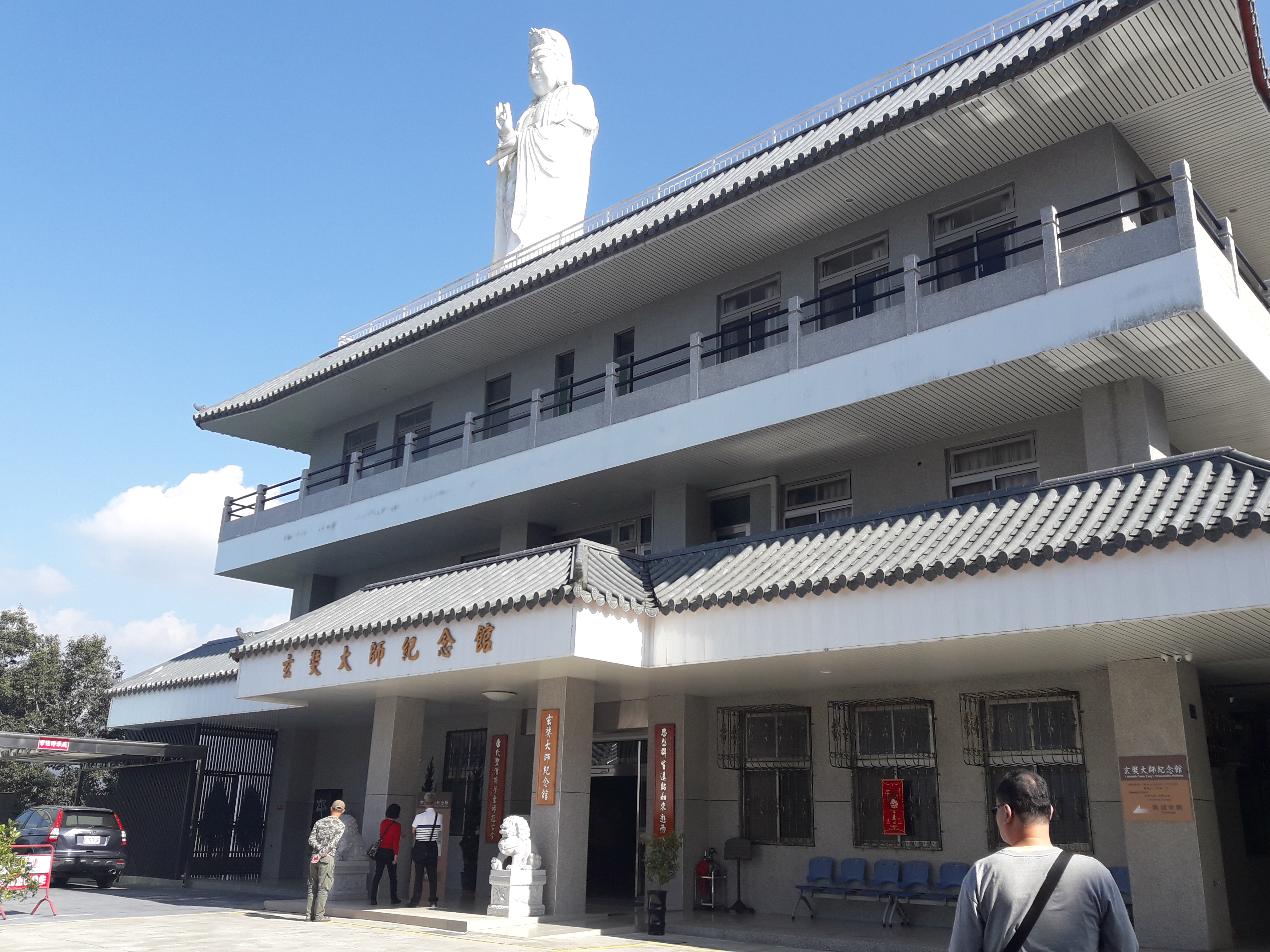
三蔵法師記念館

玄奘寺（げんじょうじ）は、台湾南投県の日月潭国家風景区にある仏教寺院で、1965年（中華民国54年）に設立された。玄奘三蔵法師の遺骨と金の仏像を祭っている。

## 地理的位置
玄奘寺は日月潭の南岸、日月潭周遊路の小山の上にあり、日月潭周遊路の最高点であり、そこは玄光寺からは約2.5キロメートルの場所にある。唐式建築（中国語）を真似た建物で、青色の瓦と朱の柱があり、古風にして華やかで、環境は静かで奥深く、中国庭園の趣きである。前面は日月潭で、後背は青龍山にあり、「青龍戲珠」の宝物の地にあると地理に明るい者学は語っている。 

## 特徴
三蔵法師の遺骨は日中戦争中に日本軍が南京で発見して、埼玉県の慈恩寺に奉安されたが、1955年に日月潭付近の玄光寺に移され、その後玄奘寺に納められた。
中華民国蔣介石総統の「國之瑰寶」（国の宝物）の額が掲げてある。
境内に碑文が三座あり、左側は日中親善の記念碑で、真ん中は三蔵法師の西域への旅で、右側は日中の仏教親善の交流記念碑である。